# آرك (باد كاليه)
آرك (بالفرنسية: Arques, Pas-de-Calais)‏ هي بلدية فرنسية تقع في إقليم باد كاليه من منطقة نور با دو كاليه في شمال فرنسا. تبلغ مساحة هذه المدينة 22.41 (كم²)، وترتفع عن سطح البحر 10 م، يبلغ عدد سكانها 9945 نسمة حسب إحصاء المعهد الوطني للإحصاء والدراسات الاقتصادية سنة 2009 م. وترأس Joël Duquesnoy البلدية خلال فترة (2008-2014).